# Sol Invictus (Band)
Sol Invictus ist eine englische Neofolk-Band, die 1987 von Tony Wakeford gegründet wurde.

## Bandgeschichte
1987 kehrte Tony Wakeford nach der Auflösung seines Bandprojektes Above the Ruins und seiner Abkehr von der rechten Szene mit Sol Invictus ins Musikgeschäft zurück. Unterstützt wurde er von Ian Read und (ab dem zweiten Album) von Karl Blake von Lemon Kittens und Shock Headed Peters. Die Musik von Sol Invictus war eine Mischung aus folkloristisch-akustischen und experimentell-elektronischen Klängen. Dieser Sound kennzeichnete die ersten drei Alben Against the Modern World, In the Jaws of the Serpent und Lex Talionis.
Im Jahre 1991 verließ Ian Read die Band und gründete Fire + Ice. Wakeford bewegte sich mit Sol Invictus mehr in die Richtung einer „dunklen“ Folk-Musik-Variante (oder „Folk Noir“ in eigenen Worten) und brachte immer neue und wechselnde Musiker mit ein. Entsprechend unterschiedlich klangen die nachfolgenden Alben von Sol Invictus; obwohl der Einfluss europäischer Folk-Musik immer im Vordergrund stand, verschob sich die Akzentuierung mal in Richtung Neoklassik oder Progressive Rock.
Seit den 1990ern pendelte Wakeford häufig zwischen seinen Wohnorten London/England und Frankreich hin und her, weshalb viele Aufnahmen mit französischen Gastmusikern (Stephane Ruiz, Eric Roger) entstanden. Karl Blake, Wakefords musikalischer Weggefährte seit 1988, verließ die Band nach dem Album The Devil’s Steed (2005) ebenso wie Eric Roger. Andrew King, Produzent Reeve „M“ Malka sowie die Musikerinnen Caroline Jago und Lesley Malone bestimmten nun das musikalische Erscheinungsbild der Band.
Im März 2008 wurde der Vertragsabschluss mit dem deutschen Label Auerbach Tonträger, einer Tochter von Prophecy Productions, bekanntgegeben. Die erste Veröffentlichung von Sol Invictus auf Auerbach, die Vinyl-Single The Bad Luck Bird, erschien im Mai 2010, sowie in der Folge Neuauflagen des gesamten Studiowerks der Band.
Nach Bekanntwerden eines Interviews, das Andrew King dem neurechten Magazin Tyr gegeben hatte und in dem dieser unter anderem den Verlust der „kulturellen Überlegenheit des Westens“ beklagte, trennten sich Sol Invictus im Juni 2011 von King. Im gleichen Monat gaben sie die Trennung vom Label und Vertrieb Cold Spring Records bekannt.

## Texte
Wiederkehrende Themen von Wakefords Texten waren Kritik an der Moderne (insbesondere ihrem vorherrschenden Materialismus und Egalitarismus) und dem Christentum. Statt Gegenentwürfe zu schaffen, propagierte er eine elitäre, isolationistische Weltabkehr. Programmatisch sind hier Titel wie In My Garden oder The House Above the World. Ein weiteres Thema war das „europäische Erbe“, das Wakeford vor allem durch den US-amerikanischen Konsumismus bedroht sah.
Verschiedene Rezensenten haben zudem wiederholt auf Songtitel verwiesen, die sich als Referenzen an rechtsgerichtete Denker und Organisationen auslegen lassen: Against the Modern World (= „Gegen die moderne Welt“) und Amongst the Ruins (= „Inmitten von Ruinen“) an den Philosophen Julius Evola, Death of the West (= „Der Untergang des Abendlandes“) an den Kulturkritiker Oswald Spengler (auf den schon eine Textzeile im Death-in-June-Song Nothing Changes verweist), Long Live Death (= „Viva La Muerte“) an den von der spanischen Fremdenlegion übernommenen Schlachtruf der Falangisten. Wakeford gestand zwar ein, sich für Songtitel bei Evola bedient zu haben, wollte diese aber nicht als Tribut verstanden wissen (so Wakeford im inzwischen gelöschten Forum auf seiner Webseite Tursa.com).
Von Wakeford selbst als Inspiration genannte bzw. in seinen Veröffentlichungen zitierte Philosophen und Literaten sind u. a. Friedrich Nietzsche, Albert Camus, T.S. Eliot, Ezra Pound, J.G. Ballard und der Filmregisseur Luis Bunuel. Auf neueren Alben finden sich zudem verstärkt persönliche und autobiografisch gefärbte Texte.

## Diskografie
- Sol Invictus - Against the Modern World (1987)
- Sol Invictus - In the Jaws of the Serpent (1989)
- Sol Invictus - Lex Talionis (1989)
- Sol Invictus/Current 93/Nurse With Wound - Fields (12", 1989)
- Sol Invictus - Sol Veritas Lux (1990)
- Sol Invictus/Current 93 - Abbatoirs of Love (7", 1990)
- Sol Invictus - Trees in Winter (1990)
- Sol Invictus - The Killing Tide (1991)
- Sol Invictus - Looking for Europe (7", 1992)
- Sol Invictus - See the Dove Fall/Somewhere in Europe (7", 1992)
- Sol Invictus - King & Queen (1992)
- Sol Invictus - Let Us Prey (1992)
- Tony Wakeford/Sol Invictus - Above Us the Sun (1994)
- Sol Invictus - The Death of the West (1994)
- Sol Invictus - Black Europe (1994)
- Sol Invictus - In the Rain (1995)
- Tony Wakeford/L’Orchestre Noir/Sol Invictus - On - The World and Everything in It (1996)
- Tony Wakeford - Cupid & Death (1996)
- Sol Invictus - The Blade (1997)
- Sol Invictus - All Things Strange and Rare (1998)
- Sol Invictus - In Europa (1998)
- Sol Invictus - In a Garden Green (1999)
- Sol Invictus - Trieste (2000)
- Sol Invictus - Hill of Crosses (2000)
- Sol Invictus - Eve (7", 2000)
- Sol Invictus - Brugge (2001)
- Sol Invictus/Matt Howden/OTWATM/Unveiled - Bringing Light and Darkness (2001)
- Sol Invictus - Thrones (2002)
- Sol Invictus - The Giddy Whirls of Centuries (2003)
- Sol Invictus - The Angel (2004)
- Sol Invictus/Hawthorn/Sieben - Writ in Water (2004)
- Sol Invictus - The Devil’s Steed (2005)
- Sol Invictus/Rose Rovine E Amanti/Andrew King - A Mythological Prospect of the Citie of Londinium (2006)
- Sol Invictus - The Bad Luck Bird (7", 2010)
- Sol Invictus - The cruelest Month (2011)
- Sol Invictus - Once Upon A Time (2014)
- Sol Invictus - Necropolis (2018)[6]